# Водяная сеточка
Водяна́я се́точка, или Водяная сетка (лат. Hydrodictyon reticulatum), — вид пресноводных колониальных зелёных водорослей, относится к роду Гидродикцион (Hydrodictyon) семейства Гидродикционовые (Hydrodictyaceae), типовой вид этого рода. Водоросль распространена по всему свету, обитает в водоёмах со стоячей либо медленно текущей пресной водой — прудах, заводях рек, ямах. В случае чрезмерного размножения вызывает цветение воды.

## Строение
Клетки водоросли — цилиндрические, очень крупные, достигают в длину 1 см; на каждом из своих концов они соединены с двумя соседними клетками (реже — с одной или тремя соседними), в результате чего образуется сетка из пяти- либо шестиугольных ячеек). Колония в целом имеет форму сетчатого мешка и обычно достигает в длину 20 см; иногда встречаются колонии длиной до одного метра. Оболочки клеток состоит из целлюлозы, вдоль клеточных стенок располагается цитоплазма; вакуоль, заполненная клеточным соком, занимает центральную часть клетки. Хроматофор постенный, содержит многочисленные пиреноиды.
Размножение может быть вегетативным, бесполым (при этом в каждой клетке формируется несколько тысяч зооспор) и половым (протекает в форме изогамии). При бесполом размножении, начинающемся при благоприятных для водоросли условиях, многочисленные ядра внутри цитоплазмы обособляются, образуя двужгутиковые зооспоры, которые некоторое время независимо друг от друга плавают внутри материнской клетки; затем они соединяются в новую крошечную колонию; через некоторое время стенка материнской клетки разрушается и молодая колония выходит наружу. После начала самостоятельной жизни число клеток в колонии уже не меняется, она растёт только за счёт увеличения их размеров.
При половом размножении ядра также обособляются, превращаются в двужгутиковые гаметы, которые выходят из материнской клетки и сливаются с другими гаметами. Образовавшая зигота представляет собой неподвижную круглую клетку, которая, пройдя стадию покоя, распадается на несколько крупных зооспор, каждая из которых становится неподвижным телом, внутри которого образуется молодая сеть подобно тому, как это происходит при бесполом размножении.

## Охранный статус
Вид Hydrodictyon reticulatum занесён в Красную книгу Республики Мордовия. В качестве лимитирующих факторов названы осушение и загрязнение водоёмов.

## Синонимы
По информации базы данных AlgaeBase, в синонимику вида входят следующие названия:
- Byssus cancellata Linnaeus, 1767
- Byssus reticulata (Linnaeus) F.H.Wiggers, 1780
- Conferva reticulata Linnaeus, 1753basionym
- Hydrodictyon pentagonum Vaucher, 1803
- Hydrodictyon utriculatum Roth, 1800